# Palafrugell (kommunhuvudort)
Palafrugell är en kommunhuvudort i Spanien.   Den ligger i provinsen Província de Girona och regionen Katalonien, i den östra delen av landet, 600 km öster om huvudstaden Madrid. Palafrugell ligger 69 meter över havet och antalet invånare är 22 365.
Terrängen runt Palafrugell är platt österut, men västerut är den kuperad. Havet är nära Palafrugell åt sydost.  Palafrugell är det största samhället i trakten. 